# 王立英国建築家協会
王立英国建築家協会（おうりつえいこくけんちくかきょうかい、Royal Institute of British Architects、略称RIBA）は、イギリスにおける建築家の団体。
1834年、ロンドンで活躍する有力建築家たちによってロンドン英国建築家協会が設立され、1837年にウィリアム4世の特許状を得て王立ロンドン英国建築家協会に改められ、さらに1892年には”ロンドン”を削除して現在の名称になった。1932年にポートランド・プレイスに事務局を移転し、現在に至る。